# Синайско-Палестинская кампания
Сина́йско-Палести́нская кампа́ния (англ. Sinai and Palestine Campaign, нем. Palästinafront, тур. Sina ve Filistin Cephesi; 28 января 1915 года — 30 октября 1918 года) — боевые действия на Синайском полуострове, в Палестине и в Сирии во время Первой мировой войны между армиями Антанты (Великобритания, её доминионы и французские подразделения) с одной стороны и Центральных держав (Османская империя при поддержке Германии) — с другой.
После вступления Османской империи в Первую мировую войну османское руководство приняло решение захватить Суэцкий канал. В 1915 году развернулась борьба за Суэц, в ходе которой британским войскам удалось отбить попытки турецкой армии захватить канал. В 1916 году и в начале 1917 года продолжалась Синайская кампания, в ходе которой британским войскам удалось оттеснить османскую армию в Палестину. В январе 1917 года с боя у Рафы началась Палестинская кампания. В конце 1917 года в боях у Газы и Беэр-Шевы британцам удалось прорвать османский фронт и захватить Иерусалим.
В сентябре 1918 года, после затишья, британские войска начали наступление, которое завершилось разгромом турецкой армии и захватом Палестины, а также практически всей Сирии войсками Британской империи и отрядами арабских повстанцев. Боевые действия завершились на следующий день после подписания Мудросского перемирия.
После войны Палестина стала британской мандатной территорией.

## Предыстория
В ноябре 1914 года Османская империя, объявив войну России, оказалась вовлечённой в начавшуюся мировую войну. После вступления Османской империи в Первую мировую войну на стороне Центральных держав, ситуация на Ближнем Востоке резко осложнилась для стран Антанты. Руководство Османской империи считало главным Кавказский фронт. Помимо борьбы с русскими войсками на Кавказе, планировалось не допустить вторжения войск Антанты в Месопотамию, Сирию и Палестину, а также захватить Суэцкий канал в британском Египте.
Египет, который в 1882 году был оккупирован Британией, оказался под угрозой удара османских войск. Суэцкий канал имел важнейшее значение для британцев, поскольку связывал Европу с британскими доминионами: Индией, Австралией, Новой Зеландией. Захват Суэцкого канала позволил бы Османской империи прервать кратчайший морской путь из Франции и Великобритании в их восточные колонии.
После принятия решения о захвате Суэцкого канала, османское командование начало наступление в направлении Синайского полуострова. К 18 ноября 1914 года турецкие войска овладели территорией Синайского полуострова и начали продвижение к Суэцкому каналу с целью его захвата.

### Силы сторон
Для защиты Суэцкого канала от возможных атак османских войск, британское командование имело 10-ю и 11-ю индийские пехотные дивизии, одну кавалерийскую бригаду, индийский верблюжий корпус, 3 батареи индийской горной артиллерии и одну египетскую артиллерийскую батарею. Также британские войска могли рассчитывать на поддержку кораблей, находившихся в Суэцком канале.
Османское командование развёртывало 4-ю армию (командующий Джемаль-паша) на восточном побережье Средиземного моря для защиты Сирии и Палестины. Для захвата Суэцкого канала турецким командованием была выделена 25-я пехотная дивизия, которая насчитывала около 25 000 человек.

## Ход боевых действий

### Кампания 1915 года
26 января 1915 года османские войска начали атаки и попытки форсировать канал. Однако британским войскам удалось отбить все попытки турок. 2 февраля на место боевых действий прибыл германский военный советник полковник Фридрих Кресс фон Крессенштейн и 3 февраля османские войска возобновили атаки, которые вновь не достигли успеха. Наибольшего успеха турецкие войска достигли в районе Исмаилии, где они были близки к форсированию канала. В ходе первого наступления на Суэцкий канал турки потеряли около 1 500 человек (в том числе около 700 пленными), британские войска потеряли 32 человека (убиты), также около 130 человек было ранено.
Из-за неудачи наступления, рухнули планы османского руководства развязать «священную войну» местного мусульманского населения в Северной Африке против войск Антанты. После провала первого наступления на Суэцкий канал османские войска отступили от канала на восток. Кресс фон Крессенштейн отправился в Иерусалим, где решил заняться подготовкой османских войск и дожидаться прибытия на синайский фронт немецких военных специалистов для организации второго наступления на канал. Угроза нового наступления на Суэцкий канал со стороны турецких войск заставила британское командование наращивать свои силы в Египте. Во время Дарданелльской операции Египет был крупнейшей базой британских войск, откуда перебрасывались войска в Галлиполи. Британские войска, действовавшие в Дарданелльской операции, на Салоникском фронте и находившиеся в Египте (командующий генерал Джон Максвелл), были объединены в Средиземноморские экспедиционные силы под командованием генерала Арчибальда Мюррея со штабом в Каире.

### Кампания 1916 года
В начале 1916 года после завершения Дарданелльской операции в Египет были эвакуированы значительные британские силы. К марту 1916 года в Египте находилось около 400 000 человек в составе 13 пехотных дивизий. После возрастания важности синайского фронта и увеличения числа британских войск в данном регионе было принято решение о создании Египетской экспедиционной армии под командованием Арчибальда Мюррея. В это же время британское командование переместило оборонительные позиции на 15—30 км на восток от Суэцкого канала и укрепило их. Также военный министр Великобритании лорд Китченер согласился увеличить число британских войск на синайском фронте.
В это время османское командование сформировало несколько диверсионных подразделений, которые занимались небольшими атаками Суэцкого канала. После завершения Дарданелльской операции главнокомандующий турецкой армией Энвер-паша принял решение осуществить второе наступление с целью захвата Суэцкого канала. Германское командование поддерживало эти планы, рассчитывая сковать здесь как можно больше британских войск. Для проведения операции по овладению каналом, турецкое командование создало экспедиционный корпус под командованием Кресса фон Крессенштейна. В него вошли 3-я и 14-я турецкие пехотные дивизии, а также австро-германский артиллерийский отряд. Британские силы, находящиеся в районе канала, состояли из трёх (42-я, 52-я и 53-я) пехотных дивизий, одной кавалерийской бригады и кавалерийской дивизии АНЗАК. Кроме этого, поддержку сухопутным частям оказывали девять больших военных кораблей и несколько миноносцев.
Османские войска преодолели Синайскую пустыню и к началу августа достигли британских оборонительных позиций у Катия и Романи. С 3 по 5 августа турецкие войска атаковали позиции британских войск у Романи (37 км восточнее Суэцкого канала). Подразделения 52-й дивизии и Конной дивизии АНЗАК смогли отразить удары османских войск. Британские подразделения контратаковали, нанеся туркам ощутимые потери. Преследуемые кавалерийскими частями противника, германо-османские войска 12 августа возвратились в Эль-Ариш. В ходе сражения при Романи было убито около 300 военнослужащих британских войск и ранено более 900.
Британские источники говорят о том, что германо-турецкие войска потеряли около 9 000 человек. Из них 1 250 погибших в бою были захоронены сразу же после сражения, около 4000 военнослужащих попали в британский плен. Также было захвачено 2 300 винтовок, 4 тяжёлых горных орудия, два полевых госпиталя и другие трофеи. Турецкое и немецкое командования оценили свои общие потери в 5 500 — 6 000 человек. Победа при Романи позволила британским войскам отбить попытки командования Центральных держав захватить Суэцкий канал. После этого сражения османские войска перестали угрожать каналу, и начали отступать на восток. 28 декабря британцы вошли в Эль-Ариш, который был оставлен турецкими войсками. В боях у Магдаба (23 декабря 1916 года) и у Рафы (9 января 1917 года) британские войска отбросили противника и подошли к границе южной Палестины у Газы.
Несмотря на вторую неудачную попытку захвата Суэцкого канала, турецким войскам удалось приковать значительные британские силы к синайско-палестинскому фронту, не позволив перебросить их в другие районы.

### Кампания 1917 года
После окончания синайской кампании, в начале 1917 года противоборствующие стороны занимались укреплением своих позиций, реорганизацией тыла и занимались воздушными налётами на позиции друг друга. Британские войска под командованием Мюррея обеспечили безопасность Суэцкому каналу и контролировали всю территорию Синайского полуострова. После успешного боя у Рафы, британское командование приняло решение подготовить и начать наступление в Палестину для захвата территорий Османской империи. После принятия решения о наступления в Палестину, британскими дипломатами было заключено соглашение с французской стороной о разделе сфер влияния. В соглашении признавалось право Британии занять после войны Палестину, а Франция должна была получить Сирию.
К марту 1917 года османские войска занимали новые оборонительные позиции от Газы (на побережье Средиземного моря) и до Беэр-Шевы (40 км юго-восточнее). 26 марта британские войска начали наступление на позиции османской армии у Газы. Однако прорвать османскую оборону британцам не удалось. В ходе первой атаки у Газы британцы потеряли около 4 000 человек (523 убитыми, 2 932 ранеными и 512 пропавшими без вести и пленными). Турецкие войска потеряли 1 370 убитыми и ранеными и 1 020 пропавшими без вести. Немецкие и австрийские подразделения потеряли 16 человек убитыми и ранеными и 41 пропавшими без вести. По данным командующего 4-й армией Джемаля-паши, османские потери составили более 300 убитыми, 750 ранеными и 600 пропавшими без вести.
После первого неудачного наступления на Газу, британские войска предприняли вторую попытку прорвать фронт османской армии у Газы. 17 — 19 апреля происходило второе сражение за Газу: атака пехоты (при поддержке восьми танков Mark I) на открытой местности против укреплённых позиций турецких войск не принесла результатов. Войска Антанты вновь не смогли прорвать оборону у Газы. Командующие британскими войсками в Палестине Чарльз Добелл и Арчибальд Мюррей после этой неудачи были отправлены в отставку. В ходе второй битвы за Газу британские войска потеряли 6 444 человек (509 были убиты, 4359 ранены и 1534 человек пропали без вести, 272 из которых попали в плен). Османские войска потеряли по разным данным от 82 до 402 человек убитыми, более 1300 ранеными и более 240 пропавшими без вести (200 из них попали в плен).
После этого стороны значительно усилили свои войска на палестинском фронте. Османское командование сформировало группу армий «Йылдырым» (4-я армия и сформированные 7-я и 8-я армии) под общим командованием немецкого генерала Эриха фон Фалькенхайна. После переброски дополнительных войск, османская армия имела на палестинском фронте восемь дивизий общей численностью 45 000 пехотинцев, 2 180 кавалеристов, 308 орудий и 526 пулемётов. Британские войска имели 70 000—80 000 пехотинцев, 15 000 кавалеристов при 350 орудиях в составе 7 пехотных дивизий и Пустынного конного корпуса. Помимо этого к Египетской экспедиционной армии присоединились французские подразделения. Общее командование осуществлял назначенный генерал Эдмунд Алленби.
В октябре 1917 года британское командование решило нанести удар по другому району турецкой обороны — Беэр-Шеве. Наступление, подготовка к которому велась скрытно, началось 31 октября мощной артиллерийской подготовкой. Вспомогательный удар наносился и в районе Газы, где поддержку наступавшим частям оказывал англо-французский флот. Турецкие позиции у Беэр-Шевы оказались захвачены британцами, а британская кавалерия обошла левый фланг османских войск и заняла дорогу на Хеврон. 6 ноября османский фронт был прорван и турецкие войска начали общее отступление. Развить первоначальный успех британцам не удалось из-за нехватки воды, обеспечение которой в условиях пустыни было важным. В ходе прорыва османской линии фронта у Газы и Беэр-Шевы стороны понесли ощутимые потери. Османская армия только пленными потеряла около 12 000 человек.
Совершив перегруппировку своих сил, Алленби атаковал отступившие османские части. 17 ноября британские войска захватили Яффу, а также захватили 10 000 пленных и около 100 орудий османской армии. Затем британские войска начали движение к Иерусалиму, который был захвачен 9 декабря 1917 года. В ходе боёв за город османская армия потеряла около 1 000 убитыми и ранеными, а 750 попали в британский плен. Потери британской армии в боях за Иерусалим неизвестны. К концу 1917 года наступление британцев было прекращено из-за утомлённости войск и плохих погодных условий.
Кампания 1917 года на палестинском фронте оказалась успешной для Антанты, войска которой вторглись в Палестину и захватили важнейшие населённые пункты — Яффу и Иерусалим. Однако палестинский фронт приковал к себе значительное число британских войск, которые можно было бы перебросить на Западный фронт. В связи с этим британский военный историк Лиддел Гарт писал:
Хотя победа англичан в Палестине и имела большое моральное значение, со стратегической точки зрения она являлась «кружным путём к цели».

### Кампания 1918 года
В начале 1918 года на палестинском фронте установилось затишье. Британское командование занималось улучшением путей сообщения и строительством железной дороги. 21 января 1918 года командование Антанты приняло решение о выводе Османской империи из войны, с этой целью следовало «предпринять решительное наступление на Турцию в целях уничтожения турецких армий и сокрушения сопротивления турок». После начавшегося в марте 1918 года, весеннего наступления немецкой армии на Западном фронте, британцы были вынуждены перебрасывать часть войск из Палестины во Францию. Вследствие этого войска Антанты были вынуждены ограничиться боевыми действиями местного характера у Иерихона (февраль 1918 года), Ас-Сальта и Аммана (март—апрель 1918 года). После завершения весеннего наступления немцев на Западном фронте, британское командование начало подготовку масштабного наступления в Палестине. После реорганизации, Египетская экспедиционная армия насчитывала 69 000 человек, в том числе 12 000 кавалеристов при 540 орудиях и 90 самолётов.
К этому времени османские 4-я, 7-я и 8-я армии занимали фронт от побережья Средиземного моря до северного берега Мёртвого моря и 30—40 км восточнее реки Иордан. Командование турецкими войсками в Палестине осуществлял немецкий генерал Отто Лиман фон Сандерс. Численность османских войск составляла 34 000, в том числе 2 000 кавалеристов при 402 орудиях и 25 самолётов. Османские войска также предпринимали попытки атак на позиции британских войск, с целью отбросить противника и устранить угрозу Сирии и месопотамскому фронту.
Подготовка к решающему наступлению против турецких войск велась скрытно. Мощные фланговые удары должны были прорвать фронт, а затем окружить османские войска. Главную роль в предстоящем наступлении должна была сыграть кавалерия, которая сосредотачивалась на левом фланге у Яффы. На правом фланге войска Антанты поддерживали вооружённые формирования восставших против Османской империи арабов.
Наступление против османских войск началось 19 сентября 1918 года в 4 часа 30 минут мощной артиллерийской подготовкой. После этого пехотные подразделения британских войск начали атаку. К середине дня османские позиции были прорваны на протяжении 40 км фронта. В прорыв была направлена кавалерия, которая развивала успех британцев и продвинулась на 40 км. На следующий день кавалерийские части британцев достигли Назарета. Деятельность конницы стала важнейшим фактором победы британцев. Османские войска начали беспорядочное отступление, преследуемые кавалерией и авиацией Антанты.
В течение недели османские войска в Палестине были разгромлены и фактически перестали существовать как военная сила. Из всего состава османских войск в Палестине лишь 6 000 военнослужащих избежали попадания в плен. Британские войска вошли в Сирию и 1 октября заняли Дамаск. 26 октября войска Антанты и подразделения восставших арабов взяли Алеппо. Таким образом к концу октября османские войска оказались разгромлены потеряв всю Палестину и практически всю территорию Сирии. В этих условиях Османская империя начала переговоры о перемирии со странами Антанты. 30 октября 1918 года было подписано Мудросское перемирие, завершившее боевые действия на Ближнем Востоке.

## Итоги и последствия
После окончания Первой мировой войны территория Леванта перешла под контроль стран Антанты (Британская империя и Франция). Территория современных Ливана и Сирии попали под контроль Франции, а Палестина и Иордания были заняты британскими войсками. Ещё в 1917 году министром иностранных дел Великобритании Артуром Бальфуром было написано письмо лорду Уолтеру Ротшильду, представителю британской еврейской общины. В этом письме Бальфур выражал стремление к содействию «создания еврейского национального очага в Палестине».
Текст декларации Бальфура не содержал упоминания Иерусалима и границ Палестины. Эта неопределенность стала в дальнейшем источником разночтений в трактовках декларации. 24 апреля 1920 года на конференции в Сан-Ремо «Декларация Бальфура» была утверждена союзниками как основа послевоенного урегулирования в Палестине. На основании решений конференции в Сан-Ремо Лига Наций вручила в 1922 году Великобритании мандат на Палестину, объясняя это необходимостью «установления в стране политических, административных и экономических условий для безопасного образования еврейского национального дома».

### Потери
Потери османской армии в ходе боевых действий на Синайском полуострове и в Палестине неизвестны. По данным советского демографа Бориса Урланиса на синайско-палестинском фронте британские войска потеряли около 7 000 человек погибшими и около 2 000 человек пропавшими без вести. По данным командования вооружённых сил Австралии австралийские подразделения во время синайско-палестинской кампании потеряли 4 851 военнослужащих погибшими (из них 416 офицеров и 4 435 солдат).

### Память
Военные мемориалы и кладбища британской армии времён синайско-палестинской кампании существуют на территории Египта, Израиля, Палестинской автономии и Сирии. Наиболее крупные мемориалы и кладбища находятся в Иерусалиме (2 514 захоронений времён Первой мировой войны на Иерусалимском мемориале и 2515 захоронений на Иерусалимском военном кладбище), Газе (3 217 захоронений времён Первой мировой войны) и Беэр-Шеве (1241 захоронение времён Первой мировой войны). Кроме этого Комиссия Содружества наций по уходу за военными захоронениями осуществляет уход и за множеством других менее крупных мемориалов и военных кладбищ времён Первой и Второй мировых войн в данном регионе. Также на этих кладбищах захоронены и погибшие военнослужащие османской и германской армий, как например на кладбище в Рамле.
В Назарете (где находился штаб Отто Лиман фон Сандерса) существует немецкое военное кладбище на котором захоронены военнослужащие германской имперской армии, участвовавшие в боевых действиях на палестинском фронте. Ежегодно, в ноябре кладбище посещают работники немецкого посольства.

## В массовой культуре
Боевые действия синайско-палестинской кампании были отражены в художественном фильме 1940 года австралийского режиссёра Чарльза Шовела «Сорок тысяч всадников» (англ. «Forty Thousand Horsemen»). Сюжет фильма повествует о трёх друзьях-сослуживцах из австралийской кавалерии, которая воюет в Палестине. Эта картина была одной из самых успешных австралийских фильмов своего времени. Также синайско-палестинская кампания показана в 15-й серии телесериала «Хроники молодого Индианы Джонса», которая называется «Война в пустыне» (англ. «Daredevils of the Desert»). Один из фильмов австралийской новой волны режиссёра Симона Винцера «Лёгкая кавалерия» (англ. «The Lighthorsemen») (1987) посвящён синайско-палестинской кампании и основан на реальных событиях, происходивших во время сражения за Беэр-Шеву в 1917 году.

## Комментарии
1. ↑  На синайско-палестинском фронте находились немногочисленные немецкие подразделения, немецкие самолёты и вооружение германского производства. Командование войсками Центральных держав наряду с османскими генералами и офицерами осуществляли немецкие военные советники. Кроме этого, в состав техническо-артиллерийского отряда, участвовавшего в наступлении на Суэцкий канал в 1916 году, входили и австро-венгерские подразделения и орудия[1][2].
2. ↑  Каждая из трёх османских армий в Палестине насчитывала несколько дивизий, однако их состав был очень малочислен и слаб. Таким образом численности армии фактически составляла численность одной укомплектованной дивизии[55].
3. ↑  Во время Первой мировой войны в рядах британской армии сражался Еврейский легион, сформированных из евреев-добровольцев. Подразделения состоявшие из евреев Палестины и других провинций Османской империи, Великобритании, России, США и Канады воевали в том числе и на синайско-палестинском фронте[61].
4. ↑  Британский мандат в Палестине включал в себя территории, на которых сегодня располагаются Израиль, Палестинская автономия, Иордания и северо-западная часть Саудовской Аравии.